# بيل مكدونالد (صحفي)
بيل مكدونالد (بالإنجليزية: Bill McDonald)‏ هو صحفي أسترالي، ولد في 1967 في بريزبان في أستراليا.